# Бертиноро
Бертино̀ро (на италиански: Bertinoro, на местен диалект Bartnòra, Бартънора) е град и община в северна Италия, провинция Форли-Чезена, регион Емилия-Романя. Разположен е на 254 m надморска височина. Населението на общината е 10 843 души (към 2012 г.).